# Faramir
Faramir je lik iz knjige Gospodar prstenova. U filmovima Gospodar prstenova: Dvije kule i Gospodar prstenova: Povratak kralja ga tumaČi australski glumac David Wenham.

## Povijest života
Faramir je sin Denethora II. i žene mu Findulias. Brat je Boromira, kapetana Gondora, koji je poginuo boreći se s orcima. Nije bio omiljeni očev sin, te ga je on čak htio i spaliti misleći da je mrtav. Vođa je Ithilijenskih graničara koji vode gerilski rat protiv Mordora i skrivaju se iza vodopada Henneth Annûna. Tijekom Rata za prsten, uhvatio je Froda, Sama i Golluma pa ih poslije pustio. Borio se u bitci za Osgiliath i u bitci za Minas Tirith. Kada je Aragorn postao kralj postavio ga je za kneza, netom oslobođenog Ithiliena. Oženio se nećakinjom kralja Theodena, Eowyn. Imali su sina Elborona i živjeli u Emyn Arnenu.
Važniji događaji vezani uz Faramira:
- 2983. - Rođenje Faramira.
- 2984. - Faramirov otac postaje Namjesnik Gondora.
- 2988. - Smrt Faramirove majke Finduilas.

3018.
- 19. lipanj - Faramir sanja o Isildurovoj Propasti.
- 20. lipanj - Sauron napada Osgiliath. Boromir drži obranu sve dok nije most uništen tada zajedno s Faramirom i dvojicom vojnika plivaju nazad na sigurno.
- 4. lrpanj - Boromir napušta Minas Tirith i kreće prema Rivendellu.

3019.
- 26. veljače - Faramir i Denethor čuju Boromirov rog u daljini. Ne znaju da je Boromir ubijen.
- 29. veljače - Faramir vidi Boromirov pogrebni čamac.
- 1. ožujak - Faramir i njegovi vojnici kreću prema Ithilienu da presresti Južnjake.
- 7. ožujak - Faramir susreće Froda i Sama u Ithilienu. Saznaje da Frodo nosi Prsten, ali ne pokušava ga uzeti za sebe.
- 8. ožujak - Faramir se oprašta od Hobita.
- 9. ožujak - Faramir napušta Henneth Annun i kreće prema Cair Androsu.
- 10. ožujak - Faramir jaše prema Minas Tirith i Gandalf ga spašava od Nazgula. Faramir upoznaje Pippin Tooka i izvješćuje Denethora.
- 11. ožujak - Denethor šalje Faramira u Osgilliath da brani prijelaz preko rijeke.
- 12. ožujak - Faramir se povlači djelomično i stoji u obrani.
- 13. ožujak - Pelennorska polja su pretrpana neprijateljom i Faramir je vraćen u Minas Tirith ozbiljno ranjen.
- 15. ožujak - Denethor pokušava sebe i Faramira zapaliti živog, ali Faramir biva spašen i odveden u Kuće Liječenja gdje ga Aragorn na kraju izliječi.
- 20. ožujak - Faramir upoznaje Eowyn u Kućama Liječenja.
- 25. ožujak - Faramir i Eowyn su svjedoci pada Saurona na zidinama Minas Tiritha.
- 1. svibanj - Aragorn je okrunjen kao Kralj Elessar i moli Faramira da ostane Čuvar Prijestolja.
- 10. kolovoz - Kralj Eomer proglašava zaruke između njegove sestre Eowyn i Faramira na sprovodu Kralja Theodena.
- 3020. - Ženidba Faramira i Eowyn.

Četvrto doba:
- 82. - Faramir umire.